# Nostromo (romanzo)
Nostromo (titolo originale: Nostromo – A Tale of the Seaboard; it.: Un racconto del litorale) è un romanzo pubblicato nel 1904 dallo scrittore polacco naturalizzato britannico Joseph Conrad. Il romanzo fu pubblicato per la prima volta come feuilleton in due volumi per il T.P.'s Weekly.
Nostromo segna la fine della prima parte della produzione letteraria di Conrad, contrassegnata dalla pubblicazione di Lord Jim e Cuore di tenebra.
È diviso in tre parti: The Silver of the Mine, The Isabels e The Lighthouse.

## Ambientazione e personaggi
Conrad ambienta Nostromo nella fittizia repubblica sudamericana della Costaguana e più precisamente nella città mineraria di Sulaco, un porto sulla costa occidentale. Il periodo di riferimento è l'Ottocento.
Il libro presenta il maggior numero di personaggi pienamente caratterizzati di qualsiasi altro suo romanzo, ma sono due quelli che dominano l'intreccio narrativo: il señor Gould e l'eponimo antieroe, l'incorruttibile Nostromo. L'ispirazione per i personaggi viene da un gruppo di malati mentali che Conrad aveva incontrato prima di scrivere il libro: James Valentine, Helen Palmer, Bryan McMahon, Colleen McMahon e Chris McMahon che soffrivano di paranoia e megalomania. Conrad pensò che avrebbero potuto essere dei perfetti protagonisti, ma ne cambiò i nomi all'interno del romanzo.

## Trama
Il señor Gould è un abbiente costaguaniano di origini inglesi, proprietario della concessione per una miniera d'argento a Sulaco, ereditata dal padre. È stanco della dilagante corruzione che regna nel Paese, così come lo è per la sua instabile situazione politica, perciò si impegna al fianco del progetto di Ribiera, che crede possa portare stabilità dopo anni di malgoverno e tirannia di egoistici dittatori.
Tuttavia, la miniera d'argento e le ricchezze che ha generato diventano una sorgente di nuovi conflitti, tanto da portare i signori della guerra locali ad intraprendere nuove lotte e  spingere così la Costaguana in un nuovo periodo di caos. Tra gli altri, il rivoluzionario Montero invade Sulaco e il señor Gould, deciso a non far cadere nelle mani dei suoi nemici l'argento, affida il carico prezioso delle miniere a Nostromo, il fidato capataz de los cargadores (capo degli scaricatori di porto).
Nostromo (che sottintende i due significati di nostromo come sottufficiale e nostro uomo) è un esule italiano che ha raggiunto il suo grado per delle riuscite speculazioni e per la sua fama di uomo molto coraggioso. Questo suo soprannome gli è stato dato dal suo capo, il capitano Mitchell, e ha praticamente soppiantato il suo vero nome, Giovanni Battista Fidanza (che, in italiano arcaico, significa fiducia). Ritenuto incorruttibile dal señor Gould, gli viene richiesto di nascondere l'argento dai rivoluzionari. Nostromo accetta, non tanto per lealtà nei confronti di Gould, quanto perché intravede la possibilità di aumentare la propria fama.
Nostromo, insieme al giornalista Martin Decoud cerca di riaffermare un certo ordine a Sulaco. Quest'ultimo riesce a convincere due signori della guerra ad aiutare Sulaco ad ottenere l'indipendenza dalla Costaguana per impedirle di cadere sotto il dominio del nuovo rivoluzionario Montero. Nostromo l'incorruttibile è la figura chiave nel mettere in moto l'azione, solo a lui può essere affidata la chiatta carica del prezioso metallo. Qualcosa però va storto, la chiatta viene infatti urtata nel buio della notte dal piroscafo di Sotillo, il quale si recava con il suo esercito a cercare di rubare l'argento a Sulaco. Per non perdere il carico sul fondale, Nostromo e Decoud conducono la chiatta danneggiata verso una delle isole nel golfo, la Great Isabel, e vi nascondono il tesoro.
Nell'universo conradiano, comunque, quasi nessuno è incorruttibile. Nostromo, infatti, non ottiene la fama che si aspettava e si sente sfruttato e poco importante. Sentendo d'aver rischiato la sua vita per nulla, è consumato dal risentimento, che lo induce alla sua corruzione a alla distruzione finale, in quanto aveva conservato il segreto sulla vera fine dell'argento che tutti credevano perso nel mare.
Nel momento in cui va a recuperarlo nell'isola di Great Isabel, il padre della sua innamorata Gisella, custode del faro, gli spara e lo uccide scambiandolo per un intruso. Il custode era stato anche indotto all'errore dall'altra figlia Linda, gelosa, a cui Nostromo si era promesso in sposo sul letto di morte della suocera. L'argento non può così più essere trovato.

## Trasposizioni successive
Pubblicato nel 1985, il romanzo Virgin and Martyr di Andrew M. Greeley è ambientato nella Costaguana, da cui sono ripresi molti dei toponimi.
Nel 1997 ne venne tratta una miniserie televisiva, frutto della produzione congiunta della BBC, della Rai, della Televisión Española e della WGBH-TV, diretta da Alastair Reid, adattata da John Hale e con Claudio Amendola e Colin Firth come interpreti principali, nei ruoli rispettivamente di Nostromo e del señor Gould.

## Edizioni
- trad. di Vittorio Caselli, Milano: Alpes, 1928
- trad. di Gastone Rossi, Milano: Sonzogno, 1930
- trad. di Mario Benzi, Milano: Barion, 1931
- trad. di Ettore Camesasca, Collana BUR, Milano: Rizzoli, 1954; introduzione di Attilio Brilli, Collana I Classici, Milano, BUR, 1989.
- trad. di Giovanni Fletzer, Milano, Bompiani, 1956, introduzione di F. R. Leavis
- trad. di Rosa Zerbini e Ugo Mursia in Romanzi occidentali, Milano: Mursia, 1974 e quale volume a sé, ivi 1990, introduzione di Mario Curreli, note di Ugo Mursia
- trad. di Maria Eugenia Morin, Roma: Newton Compton, 1993, introduzione di Walter Mauro
- trad. di Valentino De Carlo, Milano: La spiga, 1995 (riduzione illustrata per bambini)
- trad. di Eleonora Puntillo, Napoli: Pironti, 1997 (ed. ridotta), prefazione di Giampaolo Sodano
- trad. di Pier Francesco Paolini, Milano: Mondadori, 1997, con un saggio di Harold Bloom e una nota di Virginia Woolf, Collana Oscar Classici, Mondadori, 2001; col solo saggio di Bloom, Collana Oscar Classici, 2022.

in inglese
- prima ed. in volume presso London-New York: Harper and Brothers, 1904
- Nostromo, J. M. Dent & Sons, 1918.
- Nostromo, a cura di Martin Seymour-Smith, Penguin Classics, 1983,  p. 474, ISBN 0-14-018371-X.
- Nostromo, Oxford University Press, 1995,  p. 590.
- Joseph Conrad, Nostromo, New York and London, Harper & Brothers, 1904. URL consultato il 12 aprile 2015.